# Bernhard Krüger
Pour les articles homonymes, voir Krüger.
Bernhard Krüger, né le 26 novembre 1904 à Riesa et mort le 3 janvier 1989 à Hambourg, dirigeait, en tant que Sturmbannführer S.S., le service VI F 4a à l'Office central de sécurité du Reich, pendant la Seconde Guerre mondiale.
Ce service avait pour tâche entre autres de contrefaire des passeports et des documents. Dans le cadre de l'Opération Bernhard, il a falsifié sur une vaste échelle des billets de banque en livres et en dollars. Après la fin de la guerre, Krüger a vécu en Allemagne. Il avait son bureau et son laboratoire à Grunewald, quartier résidentiel de Berlin, dans Delbruckstrasse.

## Dans la culture populaire
L'acteur allemand Devid Striesow interprète le personnage du Sturmbannführer Herzog dans le film Les Faussaires (2007). Ce personnage est basé sur Bernhard Krüger.